# به یاد عارف
به یاد عارف که در گذشته با نام چاووش ۱ شناخته می‌شد، اولین مجموعهٔ موسیقی از مجموعه ۱۲ آلبوم چاووش است که با صدای محمدرضا شجریان و با همکاری گروه شیدا به سرپرستی محمدرضا لطفی در بیات ترک اجرا شد. نام آلبوم به عارف قزوینی اشاره دارد. غزل و تصنیف این اثر از ه. ا. سایه است این اثر توسط جهان موزیک در سال ۱۳۵۷ در قالب نوار صوتی با نام چاووش ۱ به بازار آمد و امروزه توسط موسسه فرهنگی و هنری آوای شیدا زیر نظر استاد محمدرضا لطفی در قالب سی دی منتشر شده‌است.
آثار کانون چاووش غالبا در زمان وقوع انقلاب ۱۳۵۷ اجرا شده‌اند و محتوایات آن‌ها به جز تعداد اندکی غالبا انقلابی بوده و به یاد عارف یکی از همان آثار صرفاً هنری می‌باشد.
محمدرضا لطفی این اثر را در سال ۱۳۵۱ ساخت و شعر آن را هوشنگ ابتهاج (ه. الف. سایه) در سال ۱۳۵۴ سرود. این اثر ابتدا در سال ۱۳۵۵ به صورت کنسرت در دانشگاه کرمان اجرا شد و یکی از علت‌های اجرای موفق آن حضور هوشنگ ابتهاج در آن کنسرت بود. اما خود آن کنسرت ضبط نشد و این اثر در سال ۱۳۵۶ در استودیو بل اجرا و توسط ایرج حقیقی صدابرداری شده‌است. وظیفهٔ نظارت بر ضبط اثر در استودیو نیز برعهده فریدون شهبازیان بوده‌است. هم‌چنین انتشار این اثر مقدمه‌ای برای شروع فعالیت‌های کانون چاووش به سرپرستی محمدرضا لطفی بود و این کانون فرهنگی و هنری پس از آن به صورت مستقل به فعالیت‌های هنری خود ادامه داد و پس از آن، آن‌ها بسیاری از سرودهای انقلابی را اجرا کردند و کارهایشان متاثر از شرایط اجتماعی ایران در آن زمان بود.

## شرح اثر

### هنرمندان
- آواز: محمدرضا شجریان
- اجرای گروه شیدا با سرپرستی و آهنگ‌سازی محمدرضا لطفی:

- - محمدرضا لطفی: تار
  - عبدالنقی افشارنیا: نی
  - پشنگ کامکار: سنتور
  - اسماعیل صدقی‌آسا:عود (بربط)
  - زیدالله طلوعی: تار
  - بیژن کامکار: رباب
  - هادی منتظری: کمانچه
  - ارژنگ کامکار: تنبک

- طراح گرافیک: فرامرز عرب‌نیا
- مدیر اجرایی: ناصر ایزدی

### فهرست آهنگ‌ها
- تمامی اشعار از ه. الف. سایه می‌باشند و قطعات از ساخته‌های محمدرضا لطفی می‌باشند.

1. پیش درآمد (طول قطعه: ۶:۰۵)
2. درآمد و چهارمضراب (طول قطعه: ۷:۱۹)
3. ساز و آواز (نه لب گشایدم از گل، طول قطعه: ۱۲:۲۸)
4. ضربی شکسته - گروه نوازی و آواز، (گریه بید، طول قطعه: ۵:۳۸)
5. ساز و آواز با مثنوی بانگ نی (طول قطعه: ۱۱:۱۳)
6. تصنیف به یاد عارف (طول قطعه: ۷:۰۶)
7. رنگ (طول قطعه: ۲:۱۷)

## منبع
1. 1 2  پشت جلد آلبوم به یاد عارف، موسسه فرهنگی و هنری آوای شیدا، دارای مجوز انتشار ۲/۱۵۲۵ از وزارت فرهنگ و ارشاد. (شامل توضیحات محمدرضا لطفی درباره ساخت اثر و احیای مجدد موسیقی سنتی ایرانی، اطلاعات مقاله مطابق با این توضیحات می‌باشند)